# Сипнево (Мазовецьке воєводство)
Сипнево (пол. Sypniewo) — село в Польщі, у гміні Сипнево Маковського повіту Мазовецького воєводства.
Населення — 608 осіб (2011).
У 1975-1998 роках село належало до Остроленцького воєводства.

## Демографія
Демографічна структура станом на 31 березня 2011 року:
|          | Загалом | Допрацездатний вік | Працездатний вік | Постпрацездатний вік |
| -------- | ------- | ------------------ | ---------------- | -------------------- |
| Чоловіки | 315     | 74                 | 225              | 16                   |
| Жінки    | 293     | 57                 | 194              | 42                   |
| Разом    | 608     | 131                | 419              | 58                   |